# Партенопејска република
Партенопејска република (италијански: Repubblica Partenopea) је била вазална француска држава на Апенинском полуострву из 1799. године. Престоница Републике био је град Напуљ.

## Настанак
Након избијања Француске револуције, напуљски краљ Фердинанд I није одмах стао на страну француских противника. Међутим, након збацивања монархије и проглашења Републике, Фердинанд се прикључио Првој коалицији европских сила против револуционарне Француске. Револуционарне идеје су се шириле и у Италији, посебно међу аристократијом. Године 1796. закључен је мир, али након Наполеоновог пораза код Нила током Египатске кампање од стране адмирала Нелсона, Напуљ је поново објавио Француској рат. Напуљска војска бројала је око 70.000 људи. Под командом аустријског генерала Карла Мака, војска улази у Рим и ослобађа га француске окупације. У француском противнападу, напуљске снаге су одбијене. У Напуљу је након пораза завладала анархија. Напуљски војсковођа Франческо Пињатели постписао је предају француском генералу Жану Шампиону након чега је побегао у Палермо. Становништво Напуља се побунило. Међутим, слабо организовани устаници брзо су поражени, а Французима је у гушењу устанка помагао републикански настројен део становништва. Дана 21. јануара 1799. проглашена је Партенопејска република.

## Историја
Партенопејска република добила је назив по старој грчкој колонији Партенопеј на месту будућег Напуља. Лидери Републике били су људи од културе и чврстог карактера. Нова влада нашла се у економским потешкоћама због Шампионових финансијских потраживања. Држава није имала војску и због тога је зависила од француске заштите. У међувремену, из Палерма је у Калабрију кренуо кардинал Фабрицио Руфо са задатком да организује контра-револуцију. Уз помоћ британске флоте и напуљског адмирала Франческа Каракиола, револуционари освајају острво Проциду. Подржан од стране турских и руских бродова (под командом адмирала Фјодора Ушакова), Руфо је кренуо на сам Напуљ. Дана 13. јуна 1799. стигао је пред Напуљ и освојио га након очајничке битке. Руфо се споразумео са републиканцима и дозволио им да мирно напусте Напуљ у коме је обновљена монархија.